# Johann-Peter Hinz
Johann-Peter Hinz (* 18. März 1941 in Kolberg, Pommern; † 11. Februar 2007 in Halberstadt) war ein deutscher Metallgestalter und Bildhauer und Kommunalpolitiker in Sachsen-Anhalt.

## Leben

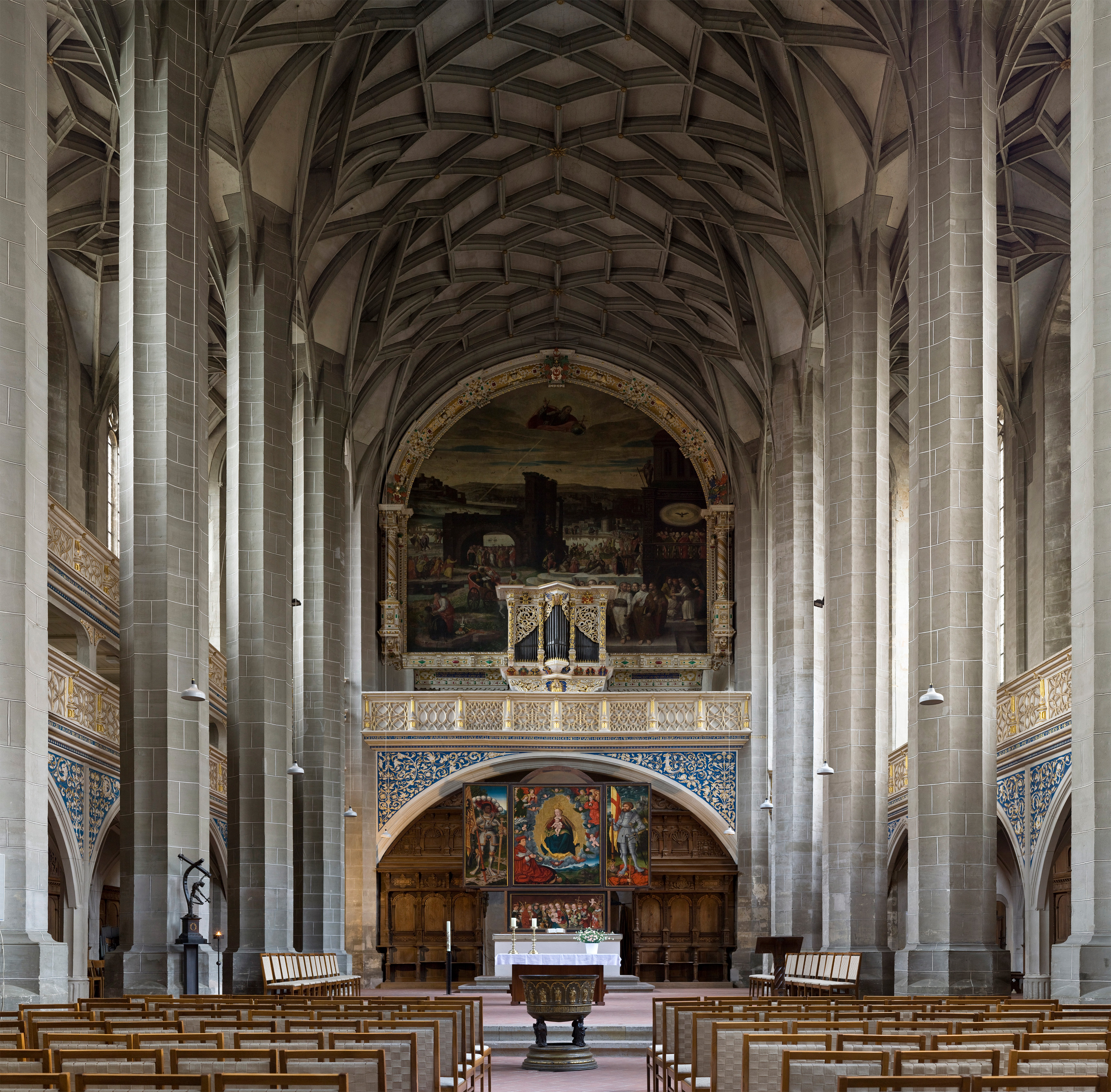
Innenraum der Markt- bzw. Marienkirche in Halle

Peter Hinz wurde 1941 in Kolberg geboren, wo sein Vater Paulus Hinz Pastor am Kolberger Dom war. Aus der Familie Hinz entstammen mehrere Künstler, so war der ältere Bruder der Bildhauer Erdmann-Michael Hinz (1933–1950), der jüngere Bruder ist der Metallbildhauer Jörg-Tilmann Hinz, seine Neffen sind die Bildhauer Michael Weihe, Christoph Weihe und Daniel Priese. Ein weiterer Bruder war Christoph Hinz.
1946 bekam der Vater eine Anstellung am Halberstädter Dom, weshalb die Familie dorthin umsiedelte. Dort besuchte er zunächst das Martineum (Dom- und Ratsgymnasium). Von 1963 bis 1965 absolvierte er in Berlin bei Fritz Kühn eine Lehre als Bauschlosser und Kunstschmied. Von 1965 bis 1970 studierte er Metallgestaltung (u. a. bei Irmtraud Ohme) an der Hochschule für industrielle Formgestaltung Halle, Burg Giebichenstein. Johann-Peter Hinz besuchte die ESG Halle während seines Studiums unter dem Nachfolger seines Bruders Christoph, dem Studentenpfarrer Rudolf Schulze (Amtszeit 1964–1970), regelmäßig.
Hinz war bis 1990 Mitglied des Verbands Bildender Künstler der DDR. Er hatte in der DDR Personalausstellungen und war an wichtigen Ausstellungen beteiligt, u. a. 1975 an den Ausstellungen DDR-Kunst heute in Paris, 1989 Metallgestaltung in der DDR in Westberlin und von 1977 bis 1988 an der VIII. bis X. Kunstausstellung der DDR.
Ein Leben lang blieb Hinz mit Halberstadt verbunden. Der Mitteldeutsche Rundfunk hatte Johann-Peter Hinz in dem 2002 gedrehten Fernsehfilm „Von Quedlinburg nach Halberstadt“ beim Wirken in seiner Heimatstadt gezeigt sowie ihn zu seiner beruflichen und ehrenamtlichen Arbeit zu Worte kommen lassen, und dieser Film wurde mehrmals ausgestrahlt.
Als überzeugter Christ, als Metallgestalter und engagierter Politiker setzte sich Hinz für die Erhaltung der Altstadtsubstanz Halberstadts ein. 1989 war er ein Mitinitiator der friedlichen Revolution in der Stadt. Nach 1989 wurde er Stadtparlamentspräsident.

### Ehrungen
- 1986: Diplom der Quadriennale des Kunsthandwerks sozialistischer Länder in Erfurt
- 1989: Kunstpreis des Bezirks Magdeburg
- 1992: Bundesverdienstkreuz am Bande[3]
- 2001: Ehrenbürgerschaft der Stadt Halberstadt für seine herausragende Initiatorenrolle beim Wiederaufbau des Stadtzentrums

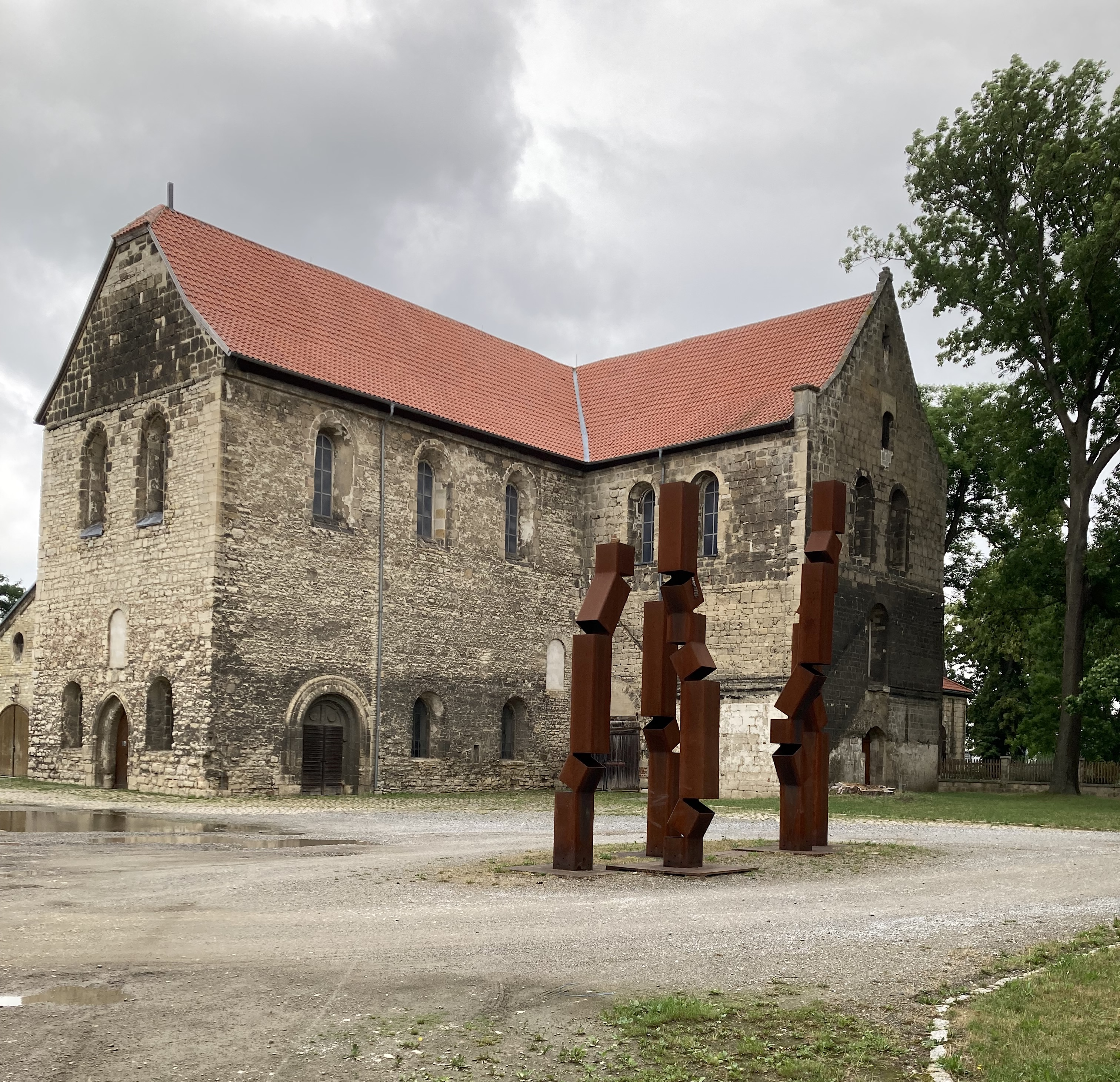
Brüche der Geschichte – Eisenskulptur von Johann-Peter Hinz vor der St.-Burchardi-Kirche in Halberstadt.

## Werke
- Altarkreuz und dazugehörige Leuchter aus Edelstahl für die Maria-und-Martha-Kirche in Bautzen, 1971.[4]
- Kruzifix in der Marktkirche Unser Lieben Frauen Halle (1976)
- Müntzer-Denkmal im Hof der Festung Heldrungen (1976), zusammen mit dem Maler und Bildhauer Hans-Hermann Richter
- Eisenskulptur Brüche der Geschichte vor der St.-Burchardi-Kirche auf dem Klostergelände in Halberstadt (2000) Die fünf Stelen der Metallskulptur symbolisieren die fünf Kontinente und gleichzeitig fünf gebrochene Orgelpfeifen.[5]